# Illuyanka
Nella mitologia ittita, Illuyanka (o Illuyankas) era un dragone ucciso da Tarhunta, dio della tempesta e massimo dio del pantheon ittita. È conosciuto grazie alle tavolette cuneiformi scoperte nella capitale Hattuša.
Esistono due versioni di questo mito:
In una, Teshub si recò dalla dea Inaras per farsi consigliare. Essa, dopo aver promesso il suo amore ad un mortale chiamato Hupasiyas come ricompensa per il suo aiuto, escogitò una trappola per il dragone. Andò da lui con una grande quantità di cibo e liquori, e lo adescò per farlo bere fino ad ubriacarsi. Raggiunto lo scopo, Hupasiyas lo legò con una fune. Successivamente Teshub, insieme agli altri dei, uccise Illuyanka.
In una versione più recente, dopo che i due ebbero lottato e Teshub fu sconfitto, Illuyanka gli prese gli occhi ed il cuore, simboli della compassione e della comprensione. Per vendicarsi del dragone, Teshub sposò la dea Hebat, figlia di un mortale chiamato Arm. Essi ebbero un figlio, Sarruma, che, una volta cresciuto, sposò la figlia del dragone Illuyanka. Teshub disse a suo figlio di domandare come dono di nozze i suoi occhi e il suo cuore ed egli lo fece. Con i suoi occhi e il suo cuore ripristinati, Teshub andò nuovamente ad affrontare Illuyanka. Nel momento in cui il dragone stava per essere sconfitto, Sarruma venne a sapere del combattimento e comprese di essere stato sfruttato dal padre per i suoi propositi. Domandò quindi a quest'ultimo di prendere la sua vita insieme a quella di Illuyanka, e così Teshub li uccise entrambi con una pioggia tonante ed un fulmine. Questa versione è illustrata in un bassorilievo scoperto a Malatya datato 1050-850 a.C. e conservato nel museo delle civiltà anatoliche ad Ankara.

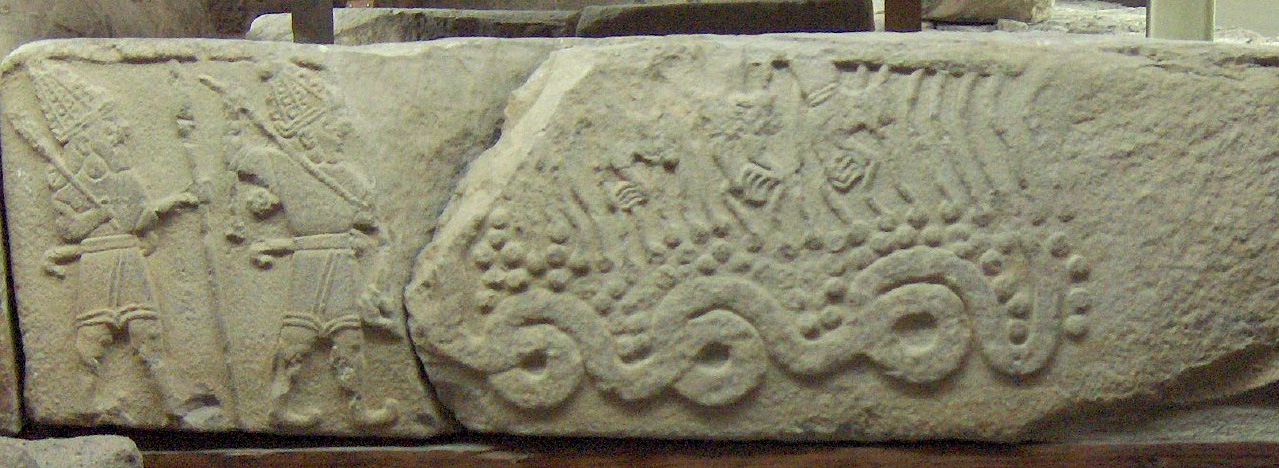
Il dio Teshub uccide il dragone Illuyanka. Dietro di lui suo figlio Sarruma.

I testi ittiti vennero presentati nel 1930 da W. Porzig, che per primo fece il confronto tra la battaglia di Teshub contro Illuyanka e lo scontro tra il dio del cielo Zeus contro con il mostro serpentiforme Tifone, narrato nella Bibliotheca dello Pseudo-Apollodoro (I.6.3); i parallelismi ittito-greci trovarono pochi sostenitori a quei tempi, il mito ittita della castrazione del dio del paradiso Kumarbi, che è un chiaro parallelo col mito greco, non è stato ancora decifrato e ripubblicato.
Illuyanka è probabilmente un nome composto, consistente di due parole per "serpente", Proto-Indoeuropeo *illu- e l'urrico *anka-.  La parola *illu- è affine all'inglese eel (anguilla), la parola anka- al sanscrito ahi. Un'altra etimologia  suggerisce che il nome originariamente fosse *Eluy-anka (Il serpente di El), guardiano dell'Elohim (il pantheon degli dei semitici occidentali).  Nella mitologia cananea appare come Lotan.
Ma anche Iluyammu, un nome di Yam divinità marina serpentiforme affine a Lotan, suo sottoposto